# Shannoniana schedocyclium
Shannoniana schedocyclium är en tvåvingeart som först beskrevs av Dyar och Frederick Knab 1908.  Shannoniana schedocyclium ingår i släktet Shannoniana och familjen stickmyggor. Inga underarter finns listade i Catalogue of Life.